# Gladsaxe
 For alternative betydninger, se Gladsaxe (flertydig). (Se også artikler, som begynder med Gladsaxe)
 Denne artikel handler om bydelen Gladsaxe. Ordet Gladsaxe bruges ofte også som en kort betegnelse for Gladsaxe Kommune.
Gladsaxe er en bydel i Storkøbenhavn, beliggende i Gladsaxe Kommune. Bydelen har 70.474 indbyggere  (2024).

## Historie
Området kan spores i de historiske kilder tilbage til 1100-tallet, hvor det er opstået omkring Gladsaxe Kirke.
I 1682 havde Gladsaxe 15 gårde og 2 huse uden jord. Det samlede dyrkede areal udgjorde 771,2 tønder land skyldsat til 173,27 tdr. hartkorn. Driftsformen var trevangsbrug. Ifølge en undersøgelse var fordelingen af udsæden i 1635 31 % rug, 32 % byg og 37 % havre.

## Begyndende byvækst
Gladsaxe kom til at ligge uden for det københavnske oplandsbanenet mellem Slangerupbanen og Frederikssundbanen. Beliggenheden betød, at Gladsaxe først efterhånden blev inddraget i den fremadskridende forstadsudvikling: Mens forstadsudviklingen skete i tilknytning til de to jernbaner især i Buddinge og Søborggaard, lå Gladsaxe som et åbent landområde i midten. Men efterhånden blev dele af byens jorder inddraget til bebyggelse især nordøst for byen, hvor der udlagdes store villaområder omkring jernbanen sydvest for Buddinge station.
Den første udstykning længst mod nordøst på landsbyens jorder fandt sted allerede før 1. verdenskrig. Gladsaxe by havde 478 indbyggere i 1911, og 678 indbyggere i 1916.
Udstykningerne tog fart i mellemkrigstiden. Frem til 1931 begyndte udstykningerne at brede sig mod vest til områderne omkring landevejen mod Farum, og nye udstykninger fandt sted i 1930-erne således, at det meste af landsbyens jorder nord for byen efterhånden var inddraget til villabebyggelse.
I mellemkrigstiden fremkom Københavnsegnens Grønne Omraader i 1936. Under indtryk af den fremadskridende byudvikling omkring København lod Dansk Byplanlaboratorium udarbejde et samlet "Forslag til et System af Omraader for Friluftsliv". Forslaget forudsatte blandt andet, at der skulle sikres en grøn korridor, der skulle forbinde Utterslev Mose med Gyngemosen syd for Mørkhøj og fortsætte videre sydvest for Gladsaxe by til Smørmosen og Fedtmosen, hvorfra der skulle være forbindelse til Hareskoven og Bagsværd Sø mod NV og Værebro Å i VNV. Forslaget blev imidlertid på dette punkt ikke udført.
Gladsaxe bys indbyggertal voksede fra 497 i 1921 til 1.573 i 1925, 1.728 i 1930 og 2.785 i 1935. Samtidig med Gladsaxe by voksede andre byområder frem i kommunen: Søborggaard villaby, Buddinge stationsby, Bagsværd stationsby og Mørkhøj by. Fra 1940 blev indbyggertallet i Gladsaxe Kommune kun opgjort som helhed.

### Byudvikling efter 2. verdenskrig
I Fingerplanen fra 1947 var det forudset, at Gladsaxs jorder syd for landsbyen skulle indgå i en grøn kile mellem to byfingre i tilknytning til henholdsvis Slangerupbanen (nu Farumbanen og Frederikssundbanen. Den grønne kile skulle strække sig helt ind til Utterslev Mose. Således gik det ikke. Fingerplanen førte til nedsættelse af et byudviklingsudvalg, og allerede i en byudviklingsplan nr. 2 fra 1951 var store dele af den planlagte grønne kile forudsat inddraget til bebyggelse. Senere, i en ny byudviklingsplan fra 1966, blev de resterende områder udlagt til bebyggelse.